# David Sakurai
David Sakurai (Copenhague, 19 de julho de 1979) é um ator, diretor, roteirista e artista marcial dinamarquês-japonês.

## Filmografia
- 2006: Skyggen af tvivl (curta-metragem) - Lars
- 2007: Fighter - lutador
- 2009 No Right Turn - garçom
- 2010: Tour de Force - Hiru
- 2010: Wasteland Tales[1]  - stranger
"Eastern Army"
"I Barbari Dei Cph" (roteirista, produtor)
- 2010: Tony Venganza - Shiba
- 2011: Hapa (curta-metragem) - "self"; (roteirista, diretor e produtor)[2]
- 2011: Shaky González/The Last Demon Slayer - Jiro (coreografia de artes marciais)
- 2012: Emma (curta-metragem, vídeo Supernatural Tales) - Bastian
- 2012: Ud af mørket - Johnny; (roteirista, diretor, produtor)[3]
- 2012: Hitman: Absolution (jogo eletrônico) - vários personagens
- 2012–2014: Lilyhammer (série de televisão norueguesa) - Tensing
- 2013: Detektiverne (Thriller dinamarquês para jovens[4]) - Sony Kazu
- 2014: Kraftidioten - Kinamann
- 2014: Echoes of a Ronin (curta-metragem) - Shin; (roteirista, produtor)
- 2014: Dark Samurai - Miyamoto
- 2015: Liza, the Fox-Fairy (Comédia romântica sombria húngaro) - Tomy Tani
- 2017: Punho de Ferro - Scythe
- 2018: Fantastic Beasts: The Crimes of Grindelwald - Krall

## Prêmios
- 2010: Best Actor and Audience Awards (Exército oriental; Movie Battle Film Festival, Copenhagen)[5]
- 2010: Breakout Action Star (Action On Film International Film Festival, Los Angeles)[6][7]
- 2011: GoVisual Award (Hapa, compartilhado com I Am Your Ecstacy; Nordisk Film Festival)[2]